# Murgia dei Trulli
La Murgia dei Trulli è una subregione della Murgia, generalmente coincidente alla parte sud-orientale, situata tra sud est barese, alto brindisino e alto tarantino, spartendosi in quasi egual parti le tre province; che raccoglie al suo interno la valle d'Itria, di cui compone buona parte del territorio descritto. L'omonimo Murgia dei Trulli fu utilizzato nella prima volta nel 1908 dal professore Carlo Martelli; come era facilmente intuibile, proprio grazie alla numerosa presenza dei trulli, dalla nascita allo sviluppo. La sua irregolare conformazione del suolo spesso interrotta da boschetti e selve intatti, la sua composizione calcarea con l'utilizzo della pietra estratta sulle costruzioni (in particolare muretti a secco) e l'aria particolarmente salubre, contraddistinguono nettamente questa zona; non per altro nel corso degli ultimi secoli ha avuto uno sviluppo rurale più distribuito e grande crescita del turismo estivo negli ultimi decenni rispetto a tutta la restante area Murgiana.
L’altopiano è quasi totalmente costituito da un banco di calcari dolomitici, localmente ricoperti da strati di depositi recenti di natura calcarenitica o argillosa, visibili nella terra rossa che contraddistingue il paesaggio. Contribuisce alla caratterizzazione la fortissima presenza di morfologie carsiche, che articolano e frammentano il paesaggio.

## Comuni della Murgia dei Trulli

### Principali
- Alberobello, Castellana Grotte, Putignano, Cisternino, Locorotondo, Martina Franca, Ostuni, Noci, Ceglie Messapica, parti interne territoriali di Fasano e Monopoli

L'area vasta della Murgia dei Trulli conta circa 191.000 abitanti ed è rappresentato per la sua maggior parte dalla stessa valle d'itria. L'agglomerato più popoloso è il comune di Martina Franca, inserito per l'intero suo territorio. 

### Secondari o in minima parte compresi
- Conversano, Sammichele di Bari, Turi, Gioia del Colle, Massafra, Mottola, Villa Castelli